# Вулиця Виноградна (Львів)
Вулиця Виногра́дна — вулиця у Франківському районі міста Львова, в місцевості Кульпарків. Пролягає від вулиці Маївського до залізниці, паралельно до вулиць Урожайної та Емінеску.
Вулиця отримала сучасну назву у 1956 році. Забудована одно- та двоповерховими приватними будинками у стилі конструктивізму 1930-х років.